# Effet d'océan brun

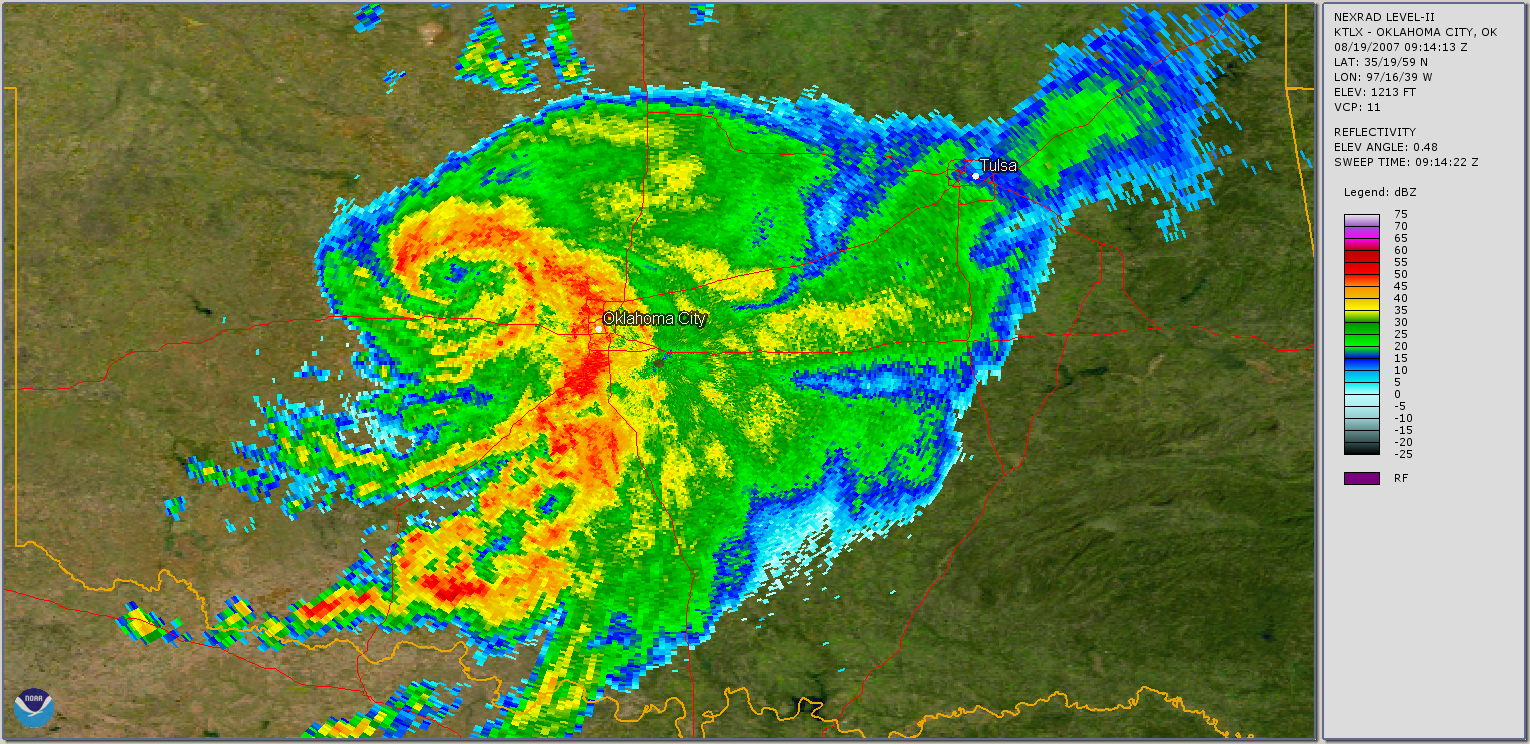
Les restes d'Erin sur l'Oklahoma montrant un œil

L’effet d'océan brun est un phénomène météorologique observé lorsqu'un cyclone tropical continue à maintenir ou même à augmenter son intensité sur terre alors que la friction devrait normalement l'affaiblir rapidement. En Australie, les tempêtes qui subissent un tel effet sont appelées agukabams. Les chercheurs ont proposé d'appeler ce type de systèmes des TCMI pour Tropical Cyclone Maintenance and Intensification Event (Cyclone tropicaux entretenus et intensifiés).

## Théorie
En 2013, une étude de la NASA portant sur 227 cyclones tropicaux ayant touché terre a trouvé que 16 d'entre eux se sont intensifiés. Une des sources de l'effet est la chaleur latente emmagasinée dans un sol détrempé par des précipitations abondantes antérieures à la tempête,. En effet, les systèmes tropicaux tirent leur énergie du relâchement de cette chaleur à partir de la surface des mers et peut donc trouver une continuité d'approvisionnement durant un certain temps sur terre.
Cette eau peut provenir de fortes précipitations durant les jours ou les semaines précédant le cyclone dans des régions humides ou, comme en Australie, avec la pluie du système lui-même sur une zone désertique. La chaleur accumulée dans le sol permet à la couche d'eau de se réchauffer rapidement ce qui mène ensuite à la diffusion d'énergie dans l'atmosphère. Des simulations informatiques simples du couplage sol-atmosphère ont montré que cette hypothèse est probante avec des cyclones qui ont une certaine intensité et une configuration de sol favorable. Une étude a conclu que le flux de chaleur latente dans ces circonstances peut être même supérieure à celui des océans mais seulement pour une courte période
La tempête tropicale Erin de 2007 est un bon exemple d'un tel comportement alors qu'elle s'est ré-intensifiée sur l'Oklahoma, loin dans les terres. La tempête tropicale Bill de 2015 est un exemple récent quoique moins concluant.